# Albirex Niigata Phnom Penh
El Albirex Niigata Phnom Penh es un equipo de fútbol de Camboya que juega en la Liga C, la liga de fútbol más importante del país.

## Historia
Fue fundado en el año 2013 en la capital Phnom Penh como un equipo filial del Albirex Niigata de la J. League Division 1 de Japón y el club está integrado, a diferencia del Albirex Niigata Singapur, principalmente por jugadores de Camboya.
En su temporada de debut terminaron en la 12 posición de la liga.

## Clubes Afiliados
- Albirex Niigata
- Japan Soccer College
- Fútbol Club Albirex Niigata Barcelona
- Albirex Niigata Singapur
- Belenenses